# Alof de Wignacourt
Alof de Wignacourt (1547 – Malta, 14 settembre 1622) è stato Gran Maestro dell'Ordine di Malta dal 1601 fino alla sua morte.

## Biografia

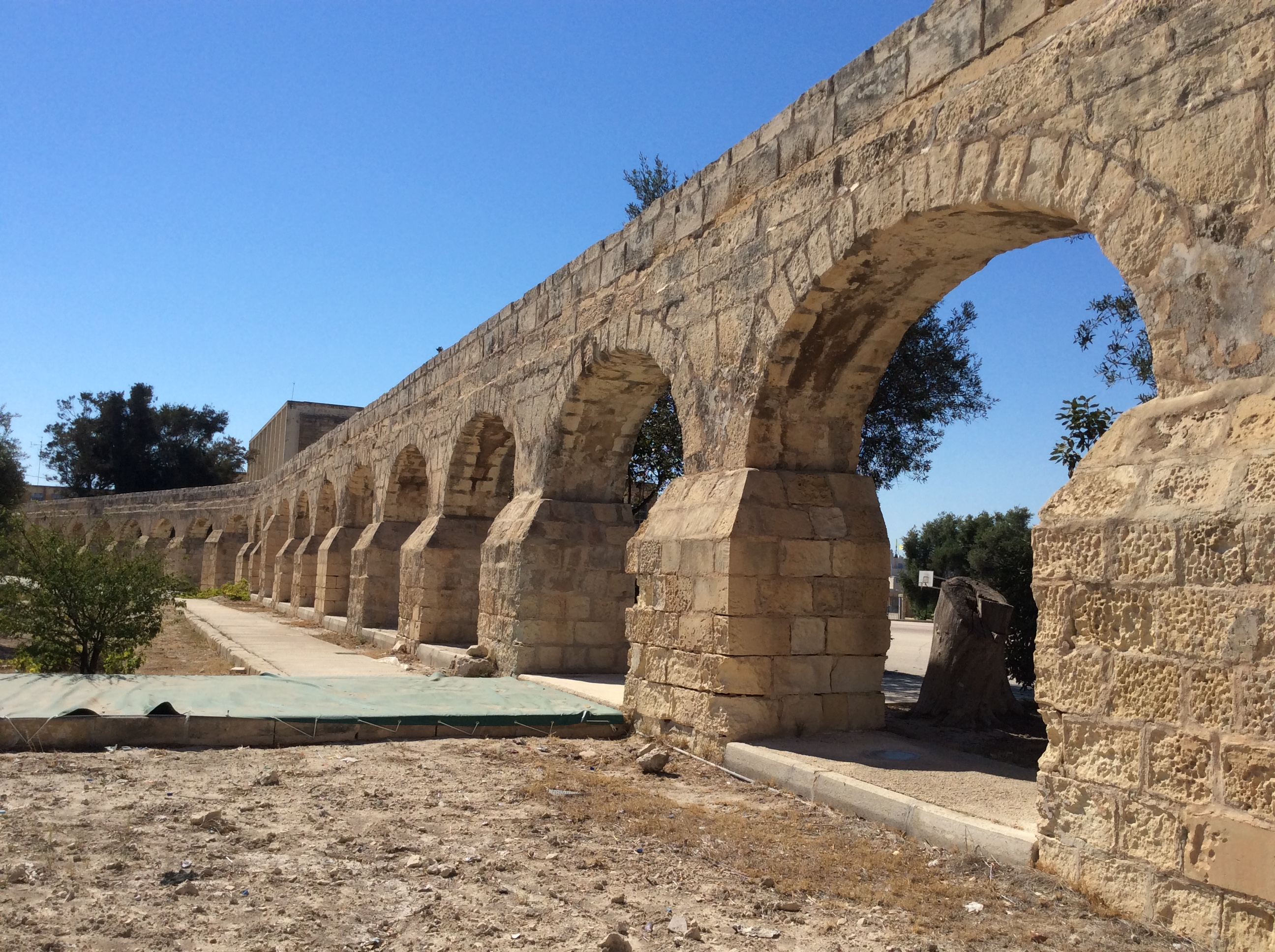
Resti dell'acquedotto Wignacourt a Birchircara.

Wignacourt nacque in una nobile famiglia originaria delle Fiandre ed era figlio di Jean de Wignacourt, signore di Lisse (o Lits) e di sua moglie, Marie de La Porte de Vézins.
Entrò a far parte dell'Ordine di Malta nel 1564, e si distinse notevolmente nell'assedio di Malta dell'anno successivo, combattendo contro gli ottomani. Prima della sua elezione, si sa che era stato Priore della Langue d'Auvergne.
Venne eletto Gran Maestro dell'Ordine nel 1601 e il suo regno viene ricordato soprattutto per le numerose fortificazioni costiere che fece costruire (le "torri di Wignacourt"), e per la costruzione di un acquedotto di 5,2 km che portò per la prima volta stabilmente l'acqua dal plateau di Rabat a La Valletta. Similmente fece costruire l'arco di Wignacourt come parte dell'acquedotto eretto tra Birchircara e Santa Venera, apponendovi il proprio stemma contraddistinto da tre gigli, il che gli valse il soprannome di "Porta dei Gigli". L'insediamento sorto attorno a tale monumento prese il nome di Fleur-de-Lys. Tali opere si dimostrarono fondamentali per la difesa dell'isola, in particolare durante l'incursione di Żejtun del 1614.

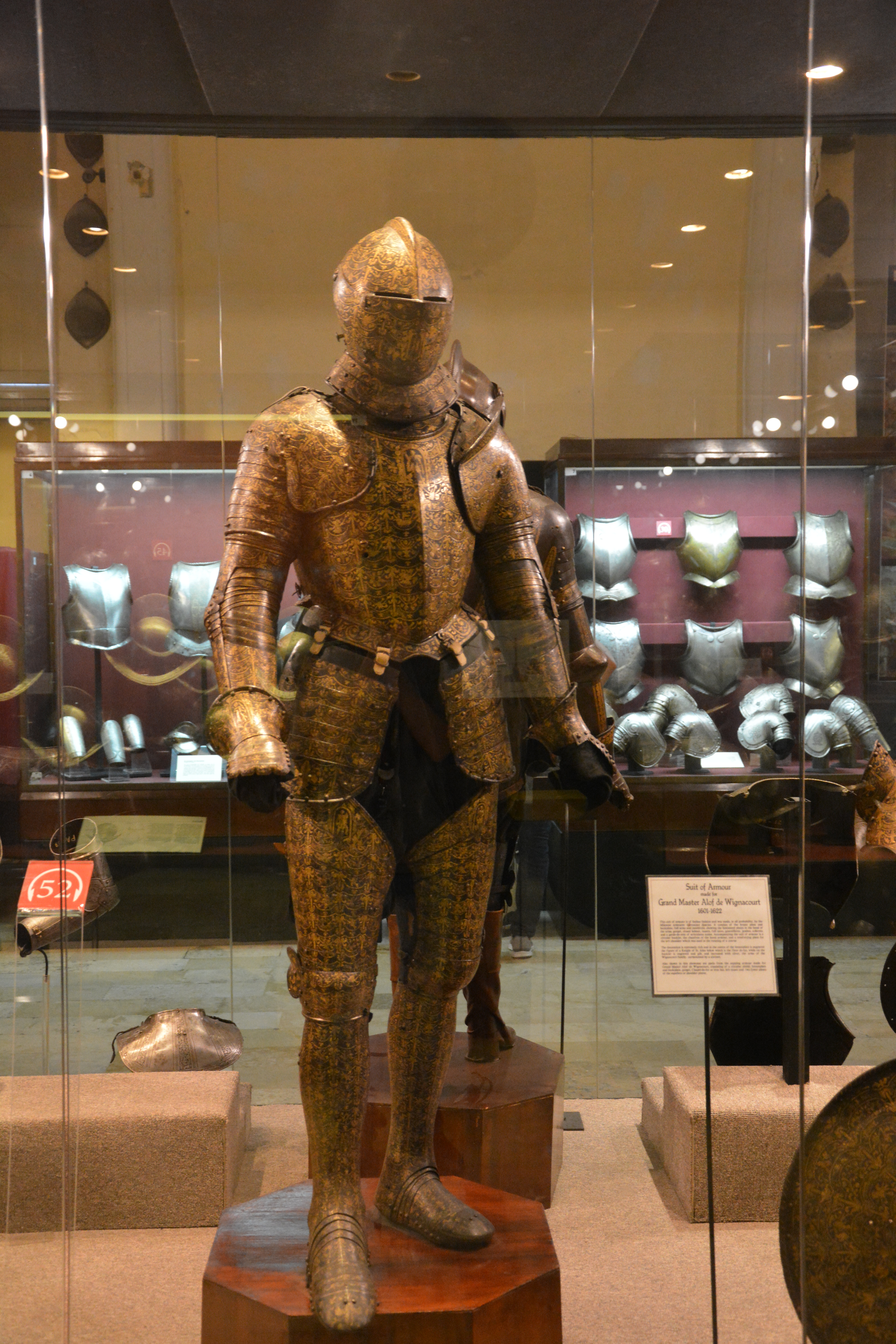
L'armatura di Alof de Wignacourt in esposizione al Palazzo dell'Armeria di La Valletta.

La sua armatura da parata è ancora oggi visibile ed è uno dei tesori del Palazzo dell'Armeria di La Valletta.
Fu uno dei patroni del pittore Caravaggio dall'arrivo dell'artista a Malta nel 1607 fino al suo arresto e alla sua successiva espulsione dall'ordine nel 1608.
Alof de Wignacourt morì di apoplessia il 14 settembre 1622.